# Masangan (Bangil)
Masangan is een bestuurslaag in het regentschap Pasuruan van de provincie Oost-Java, Indonesië. Masangan telt 2207 inwoners (volkstelling 2010).